# Dorothy Hartopp Radcliffe
Pour les articles homonymes, voir Radcliffe.
Dorothy Hartopp Radcliffe (1887 - 1959) est une suffragette britannique, membre de la Women's Social and Political Union (WSPU), et plus tard une religieuse carmélite.

## Biographie
Radcliffe est née le 16 septembre 1887 à Hersham (en) dans le Surrey, l'un des six enfants de Francis et Helen Radcliffe. Son père est avocat, conseil de la Reine et registraire d'assises à l'Inner Temple de Londres. Radcliffe a été baptisée à l'église anglicane St Michael and All Angels, Paddington, le 16 novembre 1887, son nom complet étant enregistré sous le nom de Dorothy Hartopp Yonge Radcliffe.
Radcliffe contribue par de petites sommes d'argent au fonds de 20 000 £ dans le numéro du 6 février 1908 de Votes for Women, de nouveau dans le numéro du 22 octobre 1908  et au fonds de 250 000 £ dans le numéro du 2 janvier 1914 de The Suffragette. Ces contributions ne reflètent pas son adhésion active à la Women's Social and Political Union (WSPU).
Radcliffe apparaît dans plusieurs photographies détenues par le Musée de Londres. Elle est la porte-drapeau de la marche du Women's Sunday le 21 juin 1908, menant la procession qui s'est formée sur Victoria Embankment pour marcher vers Hyde Park. Une Mlle Radcliffe esit secrétaire du comité de procession basé au 400 King's Road, Chelsea, travaillant avec le maréchale en chef Florence Haig.

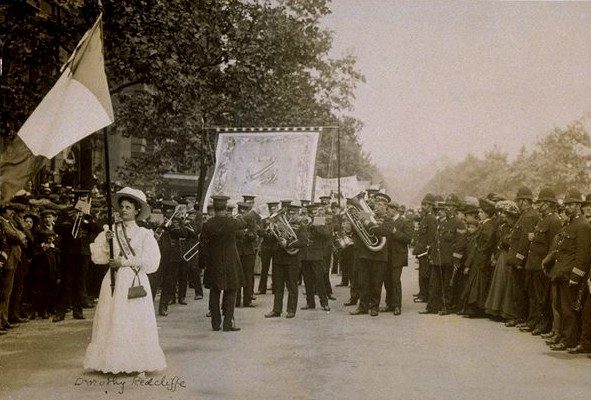
Dorothy Radcliffe avec le drapeau aux couleurs de la WSPU au Women's Sunday.

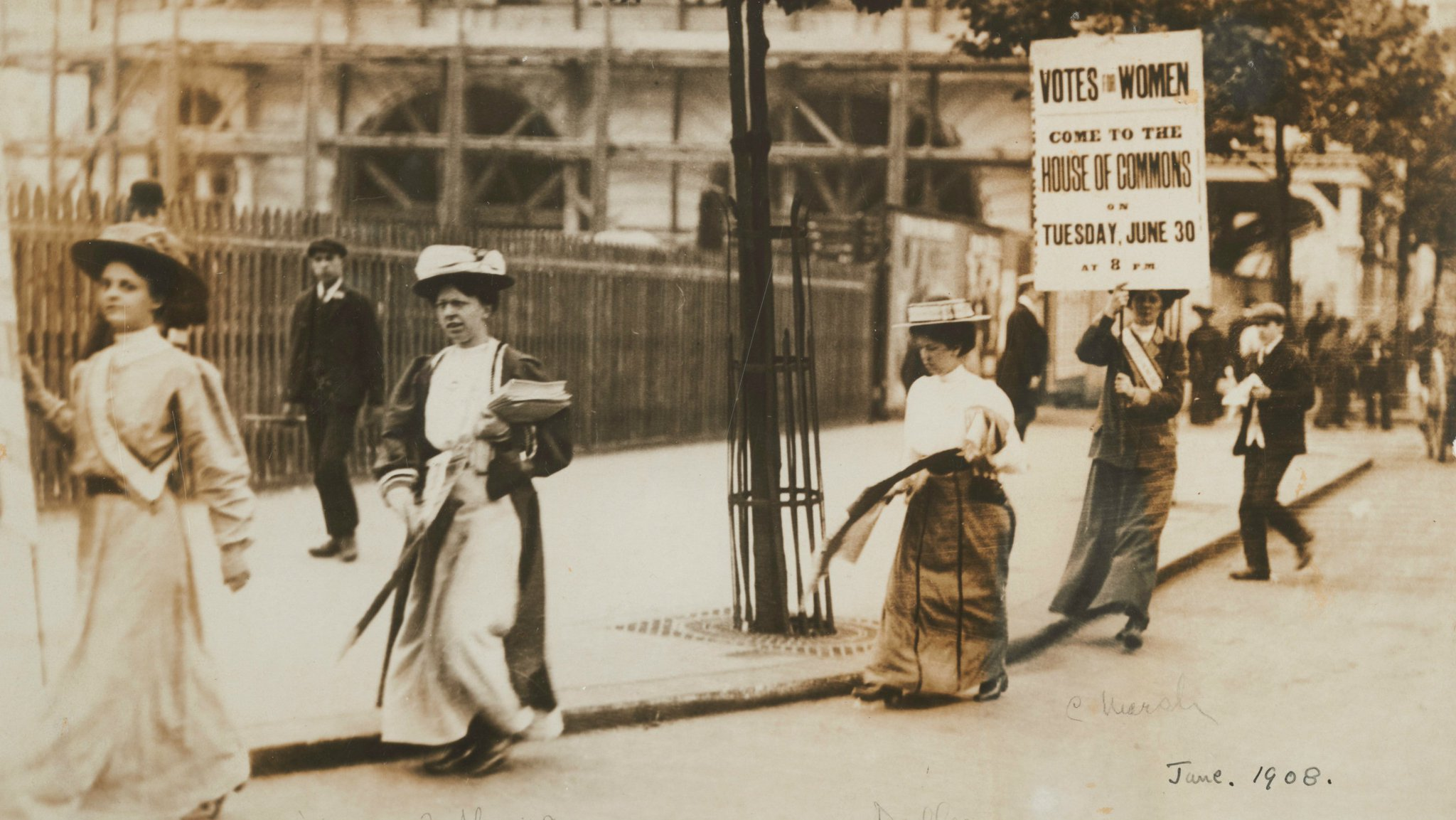
Radcliffe à gauche.

Une autre photo d'une semaine plus tard montre Radcliffe à l'avant d'une file de femmes avec Dora Beedham, Hilda Dallas et Charlotte Marsh faisant la promotion du Parlement des femmes le 30 juin 1908. La dernière photographie la montre avec Charlotte Marsh et Elsa Gye (en), se préparant à accueillir la libération d'Emmeline et Christabel Pankhurst de prison en décembre 1908.
Elle est Banner Marshal pour les diplômés universitaires lors de la Marche des femmes à l'Albert Hall qui a eu lieu le 18 juin 1910. Radcliffe est bannière et capitaine de couleur à la tête de la reconstitution historique de l'Empire pour la procession du couronnement des femmes le 17 juin 1911.
Elle est introuvable dans le recensement de 1911 lorsque les suffragettes ont refusé d'être comptées.
Radcliffe a été emprisonnée pendant sa campagne pour le suffrage. Son nom apparaît sur le tableau d'honneur des suffragettes, avec son nom de famille mal orthographié comme Radclyffe. Elle a utilisé un faux nom en 1913, se faisant appeler Heather Mitchell dans la liste des noms fictifs utilisés par les suffragettes en 1913. Elle n'apparaît pas sur les dossiers d'arrestation d'origine sous le nom de Dorothy Radcliffe, mais une Hester Mitchell est enregistré et pourrait être une faute d'orthographe. À un moment donné, Radcliffe s'est convertie au catholicisme romain et est devenue religieuse. Elle est enregistrée dans le recensement de 1939 comme étant une religieuse fermée au monastère des Carmélites, Rushmere, près d'Ipswich dans le Suffolk. Les carmélites ont déménagé de là à leur couvent actuel à Quidenham, Norfolk, en 1948. Radcliffe y mourut au début de 1959 à l'âge de 71 ans.